# Palamós
Palamós este o localitate în Spania în comunitatea Catalonia în provincia Girona. În 2005 avea o populatie de 16.908 locuitori.

## Personalități născute aici
- Álvaro Rodríguez (n. 2004), fotbalist.

Municipiu din Palamòs

1. ↑  Nomenclátor Geográfico de Municipios y Entidades de Población (20240402 edition)
2. 1 2   http://www.idescat.cat/pub/?id=aec&n=925&t=2016 Lipsește sau este vid: |title= (ajutor)